# 铁氰酸钕
铁氰酸钕是一种无机化合物，化学式为Nd[Fe(CN)6]，微溶于水，其溶解度小于铁氰酸镨。

## 制备
铁氰酸钕的水合物可以由碱金属的铁氰酸盐和钕盐的溶液反应得到。